# Cyphostemma pannosum
Cyphostemma pannosum är en vinväxtart som beskrevs av K. Vollesen. Cyphostemma pannosum ingår i släktet Cyphostemma och familjen vinväxter. Inga underarter finns listade i Catalogue of Life.